# Oderah Chidom
Oderah Chidom, née le 9 juillet 1995 à Hayward (Californie), est une joueuse américaine et nigériane de basket-ball.

## Carrière
Alors qu'elle est à la Bishop O'Dowd high school, elle participe au championnat du monde U17 en 2012 où, notamment avec Diamond DeShields elle aide les Américaines à remporter la médaille d'or avec des statistiques personnelles de 6,0 points et 6,1 rebonds.
Formée au Blue Devils de Duke, Oderah Chidom est choisie au 31e rang lors de la draft WNBA 2017 par le Dream d'Atlanta,.
Elle signe son premier contrat en Slovénie, à Celje, où elle tournait, en Ligue adriatique, à 12,6 points et 7,6 rebonds de moyenne. Puis, elle joue en Grèce, à Dafni (16,3 points et 11 rebonds) en 2018-2019, et lors d’une saison 2019-2020 au BC Tsmoki-Minsk (Biélorussie) pour 14,8 points (à 61 % de réussite) et 6,3 rebonds en Eurocoupe. Elle remporte également la Coupe de Biélorussie et, bien que la saison n'ait pu aller à son terme en raison du coronavirus, elle est élue joueuse de l'année grâce à ses 18,1 points à 70% aux tirs, 8,2 rebonds et 1,9 contre pour 24,3 d'évaluation en seulement 20 minutes. Durant le temps de la saison 2020-2021, elle choisit de rester sans club en raison de la pandémie de Covid-19 et signe pour la saison 2021-2022 avec le club français d'Angers.
Elle dispute les Jeux de Tokyo sous les couleurs du Nigeria

### Club
- 2013-2017 :  Blue Devils de Duke
- 2017-2018 :  Athlete Celje
- 2018-2019 :  AO Dafni
- 2019-2020 :  BC Tsmoki-Minsk
- 2021-2023 :  UF Angers B49
- 2022-2023 :  Saint-Amand HB
- 2023 :  VE Raguse
- 2024- :  Flammes Carolo

## Palmarès
- Médaille d'or au championnat du monde U17 en 2012[2]
- Vainqueur de la Coupe de Biélorussie 2020
- Médaille d'or au Championnat d'Afrique féminin de basket-ball 2021

## Distinctions personnelles
- Meilleure joueuse du championnat de Biélorussie 2020
- Cinq Majeur LFB : saison 2022-2023[10].